# پرویز ملک‌زاده
پرویز ملک‌زاده (زاده ۱۳۲۳ - درگذشت ۲ آبان ۱۳۸۵) مدیر فیلم‌برداری ایرانی بود.

## زندگی‌نامه
ملک‌زاده کار هنری را از سال ۱۳۴۸ آغاز کرد. فیلم بچه‌های آسمان با فیلم‌برداری او و کارگردانی مجید مجیدی به جمع پنج فیلم نامزد اسکار بهترین فیلم خارجی راه یافت. او برادر فیروز ملک‌زاده هنرمند دیگر ایرانی بود.

## مدیر فیلم‌برداری
- دست شیطان
- مرگ سفید (۱۳۶۲)
- دخترک کنار مرداب (۱۳۶۹)
- بهترین بابای دنیا (۱۳۷۰)
- راز خنجر (۱۳۷۲)
- مستأجر (۱۳۷۲)
- من و شعر (۱۳۷۳)
- ضربه آخر (۱۳۷۳)
- آرزوی بزرگ (۱۳۷۴)
- به خاطر هانیه (۱۳۷۴)
- قله دنیا (۱۳۷۶)
- سایه به سایه (۱۳۷۶)
- مردی شبیه باران (۱۳۷۶)
- یاد سبز (۱۳۷۶)
- لک‌لک‌ها (۱۳۷۶)
- بچه‌های آسمان (۱۳۷۶) (نامزد اسکار بهترین فیلم خارجی)
- بودن یا نبودن (۱۳۷۷)
- زن شرقی (۱۳۷۷)
- تابلویی برای عشق (۱۳۷۷)
- بازیگر (۱۳۷۸)
- دفاری در آسمان (۱۳۷۸)
- قطار کودکی (۱۳۸۱)